# Pekka Tarjanne
Pour les articles homonymes, voir Pekka et Tarjanne.
Pekka Johannes Tarjanne (né le 19 septembre 1937 à Stockholm et mort le 24 février 2010 à Hattula) est un physicien, professeur et homme politique finlandais,,. 

## Biographie
Pekka Tarjanne est le fils de l'ambassadeur Päivö Tarjanne et de Kerttu Tarjanne, qui est la fille du ministre de l'Intérieur Heikki Ritavuori.  
En 1955, il obtient son diplôme de fin d'études secondaires du lycée normal d'Helsinki.
Il étudie la physique à l'Université technologique d'Helsinki et obtient une maîtrise en ingénierie en 1960, et son doctorat en 1962.
En 1965, il est nommé professeur à l'université d'Oulu et en 1967 professeur de physique théorique à l'Université d'Helsinki. Il occupera le poste de professeur jusqu'en 1977. 
Pekka Tarjanne rejoint la Ligue libérale de Finlande et l'été 1968 il est élu de justesse président du Parti libéral populaire. 
En 1970, il est élu député LKP de la circonscription d'Helsinki du 23 mars 1970 au 20 septembre 1977.
Il est aussi élu conseiller municipal d'Helsinki.
En 1972, les libéraux rejoignent le gouvernement Sorsa I et Pekka Tarjanne est ministre des Transports et vice-ministère de l'Intérieur du gouvernement Sorsa I (04.09.1972–12.06.1975).
En 1977, Pekka Tarjanne est nommé directeur général de l'Office des postes et télégraphes finlandais (fi) date à laquelle il démissionne, à l'invitation du président de la République Urho Kekkonen, de son poste de député et de la présidence du parti. 
Cependant, il sera encore conseiller municipal d'Espoo. 
En 1978, Tarjanne était encore grand électeur présidentiel de la circonscription d'Uusimaa.
De 1989 jusqu'en 1999, Pekka Tarjanne est secrétaire général de l'Union internationale des télécommunications à Genève. 
Il est invité par Kofi Annan à diriger, pendant deux ans, le Groupe des Nations unies sur les technologies de l'information et le développement  qui cherche à promouvoir l'utilisation des technologies dans les pays en développement. 
Il présidera aussi le Comité du Prix du Millénaire.  
Pekka Tarjanne décède en 2010 et est inhumé au cimetière d'Hietaniemi,